# Клемен ап Бледрик
Клемен ап Бледрик (корн. Clemen ap Bledric, також відомий як Clement або Clemens, 580–633) — король Думнонії (613–633).

## Біографія
Клемен був сином короля Думнонії Бледрика ап Костянтина. У 613 році, після загибелі свого батька в битві з англосаксами, він сам став королем Думнонії. Клемен був одружений з дочкою Гвітолі ап Урбгена, онука Герайнта ап Ербіна, тобто зі своєю чотириюрідною тіткою.
У 614 році на володіння Клемена напав король Вессекса Кінегільс, який завдав королю Думнонії поразки в битві при Беандуні. Можливо, саме тоді від Думнонії були відторгнуті її східні землі.
У 632 році Клемен ап Бледрик був обложений у Кайр-Віск королем Мерсії Пендою, але йому на допомогу з Арморики прибув Кадвалон ап Кадван, який допоміг розбити англосаксів. Після цього всі три монарха об'єдналися проти Нортумбрії. У 633 році в битві при Кефн Діголлі, звільняючи Гвінед від нортумбрійців, Клемен загинув. Його корону успадкував його син Петрок.